# Bullet (singel The Misfits)
Bullet – drugi singel zespołu The Misfits wydany w czerwcu 1978 roku przez wytwórnię Plan 9 Records.

## Lista utworów
1. Bullet
2. We Are 138
3. Attitude
4. Hollywood Babylon

## Skład
- Glenn Danzig – wokal
- Franché Coma – gitara
- Jerry Only – bas, wokal
- Mr. Jim – perkusja